# Battaglia di Ayohuma
La battaglia di Ayohuma o Ayohúma fu uno scontro bellico combattuto il 14 novembre 1813 nell'ambito delle guerre d'indipendenza ispanoamericana tra l'esercito patriota delle Province Unite del Río de la Plata, guidato da Manuel Belgrano, e un esercito fedele all'Impero spagnolo approntato dal viceré del Perù Abascal e condotto da Joaquín de la Pezuela.
La battaglia si svolse sull'altopiano di Ayohuma, non lontano dalla città di Potosí, e si concluse con la completa vittoria delle truppe realiste di Pezuela. La sconfitta costrinse Belgrano a ritirarsi dall'Alto Perù con i resti del suo esercito.

## Antefatti
Dopo la sconfitta di Vilcapugio del 1º ottobre 1813, Belgrano decise di accamparsi a Macha, vicino a Chayanta, dove si adoperò subito alla riorganizzazione del suo esercito, nel quale incorporò 300 soldati di cavalleria provenienti da Cochabamba e una colonna di 400 effettivi arrivati a supporto della causa indipendentista da Vallegrande.
L'esercito realista, invece, si trovò impossibilitato a lanciarsi all'immediato inseguimento degli sconfitti a causa della mancanza di mezzi di trasporto. Pezuela si limitò ad inviare due esigue pattuglie alla ricerca delle truppe nemiche, guidate rispettivamente da Pedro Antonio Olañeta e da Saturnino Castro. A metà ottobre quest'ultima unità si imbatté nel grosso delle truppe realiste sbandate, riparato a Potosí agli ordini di Eustoquio Díaz Vélez, ma rifiutò la battaglia; dopo aver subito il 24 ottobre a Tambo Nuevo la cattura di 11 effettivi a causa di un'azione di sorpresa promossa dal tenente Lamadrid, Castro decise di rientrare nell'accampamento realista di Condocondo. Con il cammino libero, Díaz Vélez riuscì a raggiungere Macha con altri 500 uomini, dopo averne lasciati 250 a difesa di Potosí; l'esercito di Belgrano arrivò così a sommare 3400 soldati.
Privo di mezzi e circondato dall'ostilità della popolazione locale, Pezuela decise di porsi in marcia il 29 ottobre, pronto a riprendere l'offensiva prima che i patrioti potessero rinforzarsi ulteriormente. Il 12 novembre accampò sulle montagne degli Altos de Toquirí, dove fu colto da una tempesta di neve e grandine; dalle alture poté tuttavia scorgere l'esercito patriota sull'altopiano di Ayohuma, a due leghe di distanza. Da parte sua, Belgrano aveva tenuto un consiglio di guerra nel quale aveva chiesto ai suoi ufficiali un parere sulle azioni da intraprendere; nonostante la maggioranza di essi si fosse espressa per una ritirata a Potosí, il generale decise di accettare lo scontro armato con le truppe realiste, assumendosi la responsabilità della decisione.

## La battaglia
I due eserciti si affrontarono il 14 novembre 1813. Belgrano faceva affidamento sulla superiorità della sua cavalleria; in compenso i realisti potevano contare su un numero di fanti quasi doppio e su un'artiglieria più nutrita ed efficace. Il generale patriota, che aveva scelto il terreno di scontro, schierò le sue truppe di fanteria in quattro colonne parallele, con la destra appoggiata alle pendici di un'altura; all'ala sinistra pose la cavalleria, armata di lance, mentre destinò a riserva gli elementi meno esperti e peggio armati. L'artiglieria fu dislocata su due modeste elevazioni facilmente accessibili; l'intero esercito era riparato dietro una trincea scavata nel terreno.
Pezuela, che dalle montagne aveva potuto studiare la formazione avversaria, ordinò alle sei del mattino di porsi in marcia; fece scendere il suo esercito sull'altopiano e lo diresse contro la destra dello schieramento nemico. Tale manovra costrinse Belgrano a cambiare fronte, vanificando le opere di difesa che aveva preparato sul terreno. La conquista dell'altura su cui poggiava la destra patriota diede ai realisti un grande vantaggio.
Alle dieci di mattina Pezuela fece aprire il fuoco dalla sua artiglieria; per tutta risposta, Belgrano ordinò l'attacco, che fu respinto dall'esercito avversario, anche grazie all'intervento della riserva. L'intervento dei reparti realisti che avevano precedentemente occupato la destra patriota finì per porre in fuga le truppe di Belgrano, che si sbandarono. Un'ultima carica della cavalleria di Cochabamba rallentò temporaneamente l'inseguimento spagnolo, permettendo a Belgrano di radunare 400 fanti e 80 soldati di cavalleria; il resto dell'esercito andò perduto, compresi l'equipaggiamento, le munizioni e l'artiglieria.

## Conseguenze
A seguito della sconfitta, Belgrano arrivò il 16 novembre a Potosí; dopo aver accarezzato per breve tempo l'idea di mantenere la posizione si convinse infine ad abbandonare la città, che fu raggiunta dai realisti il 21 novembre. L'esercito realista abbandonò l'Alto Perù e si ritirò a San Salvador de Jujuy, lasciando dietro di sé le città di Cochabamba e Santa Cruz de la Sierra ancora in mano ad elementi indipendentisti.
Alla notizia della sconfitta, il governo di Buenos Aires decise di inviare José de San Martín in sostituzione di Belgrano alla guida dell'Esercito del Nord; il nuovo comandante giunse nel gennaio del 1814, trovando l'esercito in pessimo stato. L'incontro con Belgrano, tuttavia, fu cordiale e San Martín si oppose fino a che poté all'allontanamento del suo predecessore. Di fronte alla situazione di pericolo venutasi a verificare a seguito della sconfitta di Ayohuma e allo sbarco di truppe spagnole a Montevideo, il Secondo Triumvirato si dissolse, e l'Assemblea accentrò il potere esecutivo nelle mani di una sola persona, creando il titolo di Direttore Supremo delle Province Unite del Río de la Plata e nominando alla carica Gervasio Antonio de Posadas, che ne entrò in possesso il 31 gennaio 1814.
Nel campo realista, la vittoria di Ayohuma rafforzò il potere del vicereame: alla vigilia, lo stesso Pezuela aveva ammonito i suoi ufficiali della possibilità che una sconfitta potesse portare la rivoluzione a Lima. L'esito della battaglia convinse Abascal della possibilità di portare la controrivoluzione nella stessa Buenos Aires, contando sull'apporto delle truppe realiste rimaste a Montevideo e sull'imminente sconfitta francese nella guerra d'indipendenza spagnola.